# Decauville-Bahn der Zuckerfabrik von Láchar
| Lokomotive Alcañices auf der Brücke über den Arroyo de Escoznar, um 1890 Lokomotive Alcañices auf der Eiffel-Brücke über den Río Genil, um 1890 |                     |                               |                               |
| Ehemaliger Streckenverlauf auf einer heutigen Karte |                     |                               |                               |
| Streckenlänge: | 8,3 km              |                               |                               |
| Spurweite: | 600 mm (Schmalspur) |                               |                               |
| |                     |                               |                               |
| \| \| \| Bahnstrecke Bobadilla–Granada \| \| \| \| 0 \| Bahnhof Íllora-Láchar \| Bahnhof Íllora-Láchar \| \| \| \| Arroyo de Escoznar \| \| \| \| \| Escoznar \| \| \| \| \| Río Genil, Eiffel-Brücke \| \| \| \| 8,3 \| Zuckerfabrik Láchar \| Zuckerfabrik Láchar \| |                     |                               |                               |
| Bahnhof quer |                     | Bahnstrecke Bobadilla–Granada | Bahnstrecke Bobadilla–Granada |
| Kopfbahnhof Streckenanfang (Strecke außer Betrieb) | 0                   | Bahnhof Íllora-Láchar         | Bahnhof Íllora-Láchar         |
| Brücke über Wasserlauf (Strecke außer Betrieb) |                     | Arroyo de Escoznar            | Arroyo de Escoznar            |
| Haltepunkt / Haltestelle (Strecke außer Betrieb) |                     | Escoznar                      | Escoznar                      |
| Brücke über Wasserlauf (Strecke außer Betrieb) |                     | Río Genil, Eiffel-Brücke      | Río Genil, Eiffel-Brücke      |
| Kopfbahnhof Streckenende (Strecke außer Betrieb) | 8,3                 | Zuckerfabrik Láchar           | Zuckerfabrik Láchar           |

Die Decauville-Bahn der Zuckerfabrik von Láchar (spanisch El ferrocarril de la azucerera de Láchar) war eine 8,3 Kilometer lange Feldbahn mit einer Spurweite von 600 mm. Sie führte in Spanien vom Bahnhof Íllora-Láchar zu einer nahegelegenen Zuckerfabrik.

## Streckenverlauf

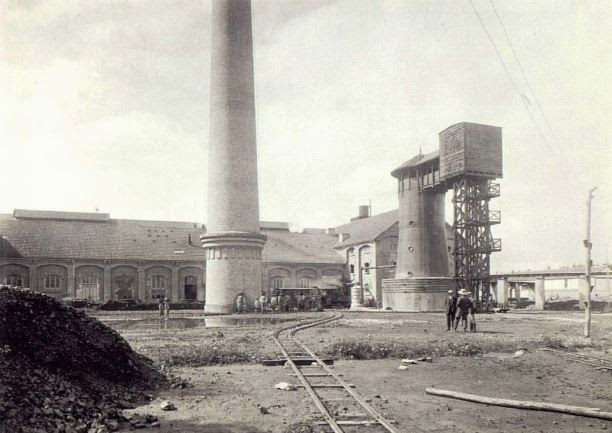
Eine der Decauville-Lokomotiven vor der Zuckerfabrik des Señorío de Lachar, 1906

Die 8,3 km lange Decauville-Bahn aus Schienen mit einem Metergewicht von 9,5 kg/m führte über zwei Metallbrücken, von denen eine wohl von Gustave Eiffel geplant und von Fives-Lille gebaut wurde.
Innerhalb des Werksgeländes war die Strecke der Feldbahn 172 Meter lang. Sie endete an einer Drehscheibe in der Westecke des Fabrikgeländes.

## Geschichte
Der Zuckerrübenanbau und die Zuckerindustrie führten zu einem der größten Strukturwandel in der Vega de Granada seit dem Ende des 19. Jahrhunderts. Der Bau der Bahn wurde während oder kurz nach der Pariser Weltausstellung 1889 von dem Großgrundbesitzer und Geschäftsmann Julio Quesada y Piedrola, Herzog von San Pedro de Galatino, Graf von Benalúa und Señorío de Láchar konzipiert und beauftragt. Sie wurde 1890 in Betrieb genommen.
König Alfons XIII., ein persönlicher Freund des Grafen von Benalúa, besichtigte und benutzte die Bahn bei einem Besuch der Zuckerfabriken. Sie wurde 1926, aufgrund der Krise in der Zuckerindustrie stillgelegt.

## Schienenfahrzeuge
Es gab zwei Decauville-Dampflokomotiven und 46 Wagen verschiedener Bauart.
| Nr.    | Kesselprobe   | Bauart | Spurweite | Leer- gewicht | Name      | Anmerkungen       |
| ------ | ------------- | ------ | --------- | ------------- | --------- | ----------------- |
| N° 106 | 21. Mai 1890  | B n2t  | 600 mm    | 5 t           | Alcañices | [ 1 ] [ 5 ] [ 6 ] |
| N° 130 | 22. Juni 1891 | B n2t  | 600 mm    | 5 t           | Benalúa   | [ 1 ] [ 5 ]       |